# Sarah Buxton
Pour les articles homonymes, voir Buxton.
Sarah Galbraith Buxton, née le 23 mars 1965 à Brentwood (Californie), est une actrice américaine.

## Biographie
Sarah a entre autres interprété Annie Douglas Richards dans l'intégralité du feuilleton Sunset Beach entre 1997 et 1999. Elle a ensuite incarné la détestable Morgan DeWitt dans le populaire feuilleton Amour, Gloire et Beauté entre 2000 et 2001, puis à nouveau en 2005. Elle a aussi interprété Crystal Galore dans le feuilleton Des jours et des vies en 2004.
Malgré le fait qu'elle avait signé un contrat d'un an avec le feuilleton Amour, Gloire et Beauté en 2005, son personnage fut supprimé après un mois, en grande partie pour faire place à Hunter Tylo qui y reprenait son rôle adoré des fans, Taylor Forrester.
En 2005, elle a auditionné pour le recast de Carly Benson dans le feuilleton Hôpital central, mais c'est finalement Jennifer Bransford qui remporta l'audition. Celle-ci fut remplacée quelques mois plus tard par Laura Wright.

## Filmographie
- Esprits criminels (Criminal Minds) (2010) TV : Leslie Sanders
- Les Experts : Miami (CSI: Miami) (2009) TV : Carolyn Morrow
- Toy Boy (Spread) (2009) : Helen
- Histoires enchantées (Bedtime Stories) (2008) : Hokey Pokey Woman
- Japan (2008) : la muse de Red
- Little Children (Les enfants de chœur) (2006) : Slutty Kay
- Double Riposte (Today You Die) (2005) : Agent Rachel Knowles
- Amour, Gloire et Beauté (The Bold and the Beautiful) (1987-2005) TV : Morgan DeWitt
- McBride: It's Murder, Madam (2005) TV : Heather Bronson
- Devil's Highway (2005) : Femme
- Les Experts (CSI: Crime Scene Investigation) (2004) TV : Wendy Garner / Lana Davis, Juror
- Des jours et des vies (Days of Our Lives) (2004) TV : Crystal Galore
- Sin's Kitchen (2004) : Lou
- New York Police Blues (NYPD Blue) (2003) TV : Carlotta
- Rendez-View (2002)
- Drama Queen (2002) : Angie
- Sunset Beach (1997-1999) TV : Annie Douglas-Richards
- Dirty Down Under... Up Here (1999)
- Le Défi (en) (The Climb) (1998) : Ruth Langer
- Alerte à Malibu (Baywatch) (1997) TV : Molly McCoy
- Listen (1996) : Krista Barron
- Walker, Texas Ranger (1996) TV : Jane / Tracy O'Neill
- Le Rebelle (Renegade) (1995) TV : Dominique
- Diagnostic : Meurtre (Diagnosis Murder) (1995) TV : Spring Tatum
- Platypus Man (1995) TV : Leslie
- Les Dessous de Palm Beach (Silk Stalkings) (1995) TV : Lauren Hamilton
- Fast Getaway II (Hold-up en quatrième vitesse) (1994) : Patrice
- Cityscrapes: Los Angeles (1994) : Actrice / Serveuse
- L'Équipée du Poney Express (The Young Riders) TV : Celinda
- Pink Lightning (1991) TV : Tookie
- Seeds of Tragedy (1991) TV : Amy
- Panique chez les Crandell (Don't Tell Mom the Babysitter's Dead) (1991) : Tess
- Rock 'n' Roll High School Forever (1991) : Rita Mae
- China Beach (1990) TV : Dottie
- Le Prince de Bel-Air (The Fresh Prince of Bel-Air) (1990) TV : Kimmy
- Instant Karma (1990) : Kathy
- Monsters (1990) TV : Megan
- Exile (1990) TV : Karen
- Checkered Flag (1990) : Concierge
- Nightmare Beach (1989) : Gail
- Freddy, le cauchemar de vos nuits (Freddy's Nightmares) (1989) TV : Roni Peterson
- Fureur primitive (Rage, furia primitiva) (1988) : Debbie
- Madame est servie (Who's the Boss?) (1988) TV : Cory
- Rags to Riches (1987-1988) TV : Amy Hillerman
- Neige sur Beverly Hills (Less Than Zero) (1987) : Markie
- 21 Jump Street (1987) TV : Katrina
- Une vraie vie de rêve (Easy Street) (1986) TV : Cornelia
- Mr. Belvedere (1986) TV : Bonnie
- Garçon choc pour nana chic (The Sure Thing) (1985) : Sharon
- Otherworld (1985) TV : Zeta
- Lovelines (en) de Rodney Amateau (1984) : Cathy
- Sam's Son (1984) : Cheer Leader #1
- Simon et Simon (Simon & Simon) (1983) TV : Diane